# 영암교통
영암교통(靈巖交通)은 전라남도 영암군의 농어촌버스 회사이고 본사는 전라남도 영암군 영암읍 영암로 1363에 위치해 있다.

## 연혁
- 1989년 5월 31일 : 회사 설립[1]

## 운용 차량
그린시티, 뉴 카운티, 레스타로 구성되어 있다.